# Tinodes tejita
Tinodes tejita är en nattsländeart som beskrevs av Schmid 1972. Tinodes tejita ingår i släktet Tinodes och familjen tunnelnattsländor. Inga underarter finns listade i Catalogue of Life.